# Temporada 2016-17 de la NBA Development League
La Temporada 2016-17 de la NBA Development League fue la decimosexta temporada de la NBA D-League, la liga de desarrollo de la NBA. Tomaron parte 22 equipos, configurándose cuatro divisiones, Central, Este, Suroeste y Pacífico, disputando una fase regular de 50 partidos cada uno. 
La expansión de la liga llegó este año hasta una cifra récord de 22 equipos, con tres nuevas incorporaciones, Greensboro Swarm, Long Island Nets y Windy City Bulls, cada uno de ellos afiliado a un equipo de la NBA. Además, otros dos equipos han cambiado de denominación y de ciudad, los Bakersfield Jam y los Idaho Stampede, que han sido recolocados y ahora son los Northern Arizona Suns y los Salt Lake City Stars respectivamente. Con esta expansión, solo 8 equipos de la NBA no tiene su correspondiente afiliado en la liga de desarrollo.

## Equipos participantes
Entre (paréntesis), equipo afiliado de la NBA.
| - Austin Spurs (San Antonio Spurs) - Canton Charge (Cleveland Cavaliers) - Delaware 87ers (Philadelphia 76ers) - Erie BayHawks (Orlando Magic) - Fort Wayne Mad Ants (Indiana Pacers) - Grand Rapids Drive (Detroit Pistons) - Greensboro Swarm (Charlotte Hornets) - Iowa Energy (Memphis Grizzlies) - Long Island Nets (Brooklyn Nets) - Los Angeles D-Fenders (Los Angeles Lakers) - Maine Red Claws (Boston Celtics) |  | - Northern Arizona Suns (Phoenix Suns) - Oklahoma City Blue (Oklahoma City Thunder) - Raptors 905 (Toronto Raptors) - Reno Bighorns (Sacramento Kings) - Rio Grande Valley Vipers (Houston Rockets) - Salt Lake City Stars (Utah Jazz) - Santa Cruz Warriors (Golden State Warriors) - Sioux Falls Skyforce (Miami Heat) - Texas Legends (Dallas Mavericks) - Westchester Knicks (New York Knicks) - Windy City Bulls (Chicago Bulls) |

## Temporada regular
Actualizadas a 6 de abril de 2017

### Conferencia Este
| Equipo (Afiliación)       | G  | P  | %    | PV | Casa  | Fuera |
| ------------------------- | -- | -- | ---- | -- | ----- | ----- |
| y - Maine Red Claws (BOS) | 29 | 21 | .580 | 0  | 15–10 | 14–11 |
| Delaware 87ers (PHI)      | 26 | 24 | .520 | 3  | 15–10 | 11–14 |
| Westchester Knicks (NYK)  | 19 | 31 | .380 | 10 | 12–13 | 7–18  |
| Greensboro Swarm (CHA)    | 19 | 31 | .380 | 10 | 13–12 | 6–19  |
| Long Island Nets (BKN)    | 17 | 33 | .340 | 12 | 10–15 | 7–18  |
| Erie BayHawks (ORL)       | 14 | 36 | .280 | 15 | 9–16  | 5–20  |

| Equipo (Afiliación)           | G  | P  | %    | PV | Casa  | Fuera |
| ----------------------------- | -- | -- | ---- | -- | ----- | ----- |
| z – Raptors 905 (TOR)         | 39 | 11 | .780 | 0  | 18–7  | 21–4  |
| x – Fort Wayne Mad Ants (IND) | 30 | 20 | .600 | 9  | 16–9  | 14–11 |
| x – Canton Charge (CLE)       | 29 | 21 | .580 | 10 | 17–8  | 12–13 |
| Grand Rapids Drive (DET)      | 26 | 24 | .520 | 13 | 15–10 | 11–14 |
| Windy City Bulls (CHI)        | 23 | 27 | .460 | 16 | 15–10 | 8–17  |

### Conferencia Oeste
| Equipo (Afiliación)                | G  | P  | %    | PV | Casa  | Fuera |
| ---------------------------------- | -- | -- | ---- | -- | ----- | ----- |
| y – Oklahoma City Blue (OKC)       | 34 | 16 | .680 | 0  | 19–6  | 15–10 |
| x – Rio Grande Valley Vipers (HOU) | 32 | 18 | .640 | 2  | 19–6  | 13–12 |
| Sioux Falls Skyforce (MIA)         | 29 | 21 | .580 | 5  | 16–9  | 13–12 |
| Austin Spurs (SAS)                 | 25 | 25 | .500 | 9  | 13–12 | 12–13 |
| Texas Legends (DAL)                | 25 | 25 | .500 | 9  | 14–11 | 11–14 |
| Iowa Energy (MEM)                  | 12 | 38 | .240 | 22 | 6–19  | 6–19  |

| Equipo (Afiliación)             | G  | P  | %    | PV | Casa  | Fuera |
| ------------------------------- | -- | -- | ---- | -- | ----- | ----- |
| y – Los Angeles D-Fenders (LAL) | 34 | 16 | .680 | 0  | 16–9  | 18–7  |
| x – Santa Cruz Warriors (GSW)   | 31 | 19 | .620 | 3  | 18–7  | 13–12 |
| Northern Arizona Suns (PHX)     | 22 | 28 | .440 | 12 | 14–11 | 8–17  |
| Reno Bighorns (SAC)             | 21 | 29 | .420 | 13 | 12–13 | 9–16  |
| Salt Lake City Stars (UTA)      | 14 | 36 | .280 | 20 | 7–18  | 7–18  |

Notas
- z – Alcanzada ventaja de campo en todos los playoffs
- c – Alcanzada ventaja de campo en los playoffs de conferencia
- y – Alcanzado título de división
- x – Alcanzado puesto en playoffs
- o – Eliminado de los playoffs

## Playoffs
|  | 1.ª ronda (4–11 de abril) | 1.ª ronda (4–11 de abril) | 1.ª ronda (4–11 de abril) |                          |    | 2.ª ronda (12–20 de abril) | 2.ª ronda (12–20 de abril) | 2.ª ronda (12–20 de abril) |  |    | Finales (23–26 de abril) | Finales (23–26 de abril) | Finales (23–26 de abril) |  |
|  |                           |                           |                           |                          |    |                            |                            |                            |  |    |                          |                          |                          |  |
|  |                           |                           |                           |                          |    |                            |                            |                            |  |    |                          |                          |                          |  |
|  | E1                        | Raptors 905               | 2                         |                          |    |                            |                            |                            |  |    |                          |                          |                          |  |
|  | E1                        | Raptors 905               | 2                         |                          |    |                            |                            |                            |  |    |                          |                          |                          |  |
|  | E4                        | Canton Charge             | 0                         |                          |    |                            |                            |                            |  |    |                          |                          |                          |  |
|  | E4                        | Canton Charge             | 0                         |                          | E1 | Raptors 905                | 2                          |                            |  |    |                          |                          |                          |  |
|  |                           |                           |                           |                          | E1 | Raptors 905                | 2                          |                            |  |    |                          |                          |                          |  |
|  |                           |                           | E2                        | Maine Red Claws          | 0  |                            |                            |                            |  |    |                          |                          |                          |  |
|  | E2                        | Maine Red Claws           | E2                        | Maine Red Claws          | 0  | 2                          |                            |                            |  |    |                          |                          |                          |  |
|  | E2                        | Maine Red Claws           |                           |                          |    |                            |                            |                            |  |    |                          |                          |                          |  |
|  | E3                        | Fort Wayne Mad Ants       | 1                         |                          |    |                            |                            |                            |  |    |                          |                          |                          |  |
|  | E3                        | Fort Wayne Mad Ants       | 1                         |                          |    |                            |                            |                            |  | E1 | Raptors 905              | 2                        |                          |  |
|  |                           |                           |                           |                          |    |                            |                            |                            |  | E1 | Raptors 905              | 2                        |                          |  |
|  |                           |                           | W3                        | Rio Grande Valley Vipers | 1  |                            |                            |                            |  |    |                          |                          |                          |  |
|  | W1                        | Oklahoma City Blue        | W3                        | Rio Grande Valley Vipers | 1  | 2                          |                            |                            |  |    |                          |                          |                          |  |
|  | W1                        | Oklahoma City Blue        |                           |                          |    |                            |                            |                            |  |    |                          |                          |                          |  |
|  | W4                        | Santa Cruz Warriors       | 1                         |                          |    |                            |                            |                            |  |    |                          |                          |                          |  |
|  | W4                        | Santa Cruz Warriors       | 1                         |                          | W1 | Oklahoma City Blue         | 1                          |                            |  |    |                          |                          |                          |  |
|  |                           |                           |                           |                          | W1 | Oklahoma City Blue         | 1                          |                            |  |    |                          |                          |                          |  |
|  |                           |                           | W3                        | Rio Grande Valley Vipers | 2  |                            |                            |                            |  |    |                          |                          |                          |  |
|  | W2                        | Los Angeles D-Fenders     | W3                        | Rio Grande Valley Vipers | 2  | 1                          |                            |                            |  |    |                          |                          |                          |  |
|  | W2                        | Los Angeles D-Fenders     |                           |                          |    |                            |                            |                            |  |    |                          |                          |                          |  |
|  | W3                        | Rio Grande Valley Vipers  | 2                         |                          |    |                            |                            |                            |  |    |                          |                          |                          |  |
|  | W3                        | Rio Grande Valley Vipers  | 2                         |                          |    |                            |                            |                            |  |    |                          |                          |                          |  |
|  |                           |                           |                           |                          |    |                            |                            |                            |  |    |                          |                          |                          |  |

### Final
| 23 de abril                               | Rio Grande Valley Vipers                                                | 119–106              | Raptors 905                                                   | |  |  |
|                                           | Parciales: 29–31, 26–20, 38–31, 26–24                                   |                      |                                                               | |  |  |
|                                           | Estadísticas Darius Morris 23 Onaku, Smith 10 cada uno Darius Morris 11 | Reporte Pts Reb Asts | Estadísticas 25 CJ Leslie 10 Pascal Siakam 8 Johnathan Jordan | Pabellón: McAllen Convention Center, McAllen, Texas Asistencia: 1.969 espectadores Árbitros: Aaron Smith, Ray Acosta, Jason Goldenberg |  |  |
| Rio Grande Valley lidera las finales, 1–0 |                                                                         |                      |                                                               | |  |  |
|                                           |                                                                         |                      |                                                               | |  |  |

| 25 de abril            | Raptors 905                                                    | 95–85                | Rio Grande Valley Vipers                                     | |  |  |
|                        | Parciales: 23–22, 31–22, 18–22, 23–19                          |                      |                                                              | |  |  |
|                        | Estadísticas Pascal Siakam 32 Pascal Siakam 10 Fred VanVleet 9 | Reporte Pts Reb Asts | Estadísticas 25 Kyle Wiltjer 11 Kyle Wiltjer 7 Darius Morris | Pabellón: Hershey Centre, Mississauga, Ontario Asistencia: 3.359 espectadores Árbitros: JB DeRosa, Jacyn Goble, Vladimir Voyard-Tadal |  |  |
| Finales empatadas, 1–1 |                                                                |                      |                                                              | |  |  |
|                        |                                                                |                      |                                                              | |  |  |

| 27 de abril                       | Raptors 905                                                                        | 122–96               | Rio Grande Valley Vipers                                      | |  |  |
|                                   | Parciales: 27–18, 30–31, 33–20, 32–27                                              |                      |                                                               | |  |  |
|                                   | Estadísticas Bruno Caboclo 31 Caboclo, Yanick Moreira 11 cada uno Fred VanVleet 14 | Reporte Pts Reb Asts | Estadísticas 23 Troy Williams 9 Chris Walker 7 Jarvis Threatt | Pabellón: Hershey Centre, Mississauga, Ontario Asistencia: 4.824 espectadores Árbitros: Brett Nansel, CJ Washington, Jonathan Sterling, Phenizee Ransom |  |  |
| Raptors 905 gana las finales, 2–1 |                                                                                    |                      |                                                               | |  |  |
|                                   |                                                                                    |                      |                                                               | |  |  |

## Estadísticas

### Líderes estadísticas individuales
| Categoría                     | Jugador         | Equipo                | Estadística |
| ----------------------------- | --------------- | --------------------- | ----------- |
| Puntos por partido            | Manny Harris    | Texas Legends         | 26.5        |
| Rebotes por partido           | Joel Bolomboy   | Salt Lake City Stars  | 13.3        |
| Asistencias por partido       | Josh Magette    | Los Angeles D-Fenders | 9.4         |
| Robos por partido             | Briante Weber   | Sioux Falls Skyforce  | 3.3         |
| Tapones por partido           | Keith Benson    | Sioux Falls Skyforce  | 2.6         |
| Pérdidas de balón por partido | Dejounte Murray | Austin Toros          | 5.2         |
| Eficiencia por partido        | Keith Benson    | Sioux Falls Skyforce  | 26.4        |

## Premios de la NBA D-League[2]
- MVP de la temporada: Vander Blue, Los Angeles D-Fenders[3]
- Entrenador del Año: Jerry Stackhouse, Raptors 905[4]
- Rookie del año: Abdel Nader, Maine Red Claws[5]
- Jugador defensivo del Año: Edy Tavares, Raptors 905[6]
- Jugador más impactante: John Holland, Canton Charge[7]
- Jugador más mejorado: Devondrick Walker, Delaware 87ers[8]
- Ejecutivo del Año:
- Sportsmanship Award: Keith Wright, Westchester Knicks[9]

| - Mejor quinteto de la temporada - Keith Benson, Sioux Falls Skyforce - Vander Blue, Los Angeles D-Fenders - Quinn Cook, Canton Charge - Dakari Johnson, Oklahoma City Blue - Edy Tavares, Raptors 905 | - 2º Mejor quinteto de la temporada - Shawn Long, Delaware 87ers - Josh Magette, Los Angeles D-Fenders - Abdel Nader, Maine Red Claws - Alex Poythress, Fort Wayne Mad Ants - Briante Weber, Sioux Falls Skyforce | - 3.er Mejor quinteto de la temporada - John Holland, Canton Charge - Marcus Georges-Hunt, Maine Red Claws - Jalen Jones, Maine Red Claws - Eric Moreland, Canton Charge - Axel Toupane, Raptors 905 |

| - Mejor quinteto defensivo de la temporada - Keith Benson, Sioux Falls Skyforce - Eric Moreland, Canton Charge - David Nwaba, Los Angeles D-Fenders - Edy Tavares, Raptors 905 - Briante Weber, Sioux Falls Skyforce |

| - Mejor quinteto de rookies - Jalen Jones, Maine Red Claws - Abdel Nader, Maine Red Claws - David Nwaba, Los Angeles D-Fenders - Alex Poythress, Fort Wayne Mad Ants - Isaiah Taylor, Rio Grande Valley Vipers |

### Jugador de la Semana (Performer of the Week)
| Semana                            | Jugador                                         | Ref.   |
| 14 al 20 de noviembre             | Dakari Johnson (Oklahoma City Blue) (1/2)       | [ 10 ] |
| 21 al 27 de noviembre             | Xavier Munford (Greensboro Swarm) (1/1)         | [ 11 ] |
| 28 de noviembre al 4 de diciembre | Gary Payton II (Rio Grande Valley Vipers) (1/1) | [ 12 ] |
| 5 al 11 de diciembre              | Keith Benson (Sioux Falls Skyforce) (1/1)       | [ 13 ] |
| 12 al 18 de diciembre             | Chasson Randle (Westchester Knicks) (1/1)       | [ 14 ] |
| 19 al 25 de diciembre             | Vander Blue (Los Angeles D-Fenders) (1/2)       | [ 15 ] |
| 26 de diciembre al 1 de enero     | Manny Harris (Texas Legends) (1/1)              | [ 16 ] |
| 2 al 8 de enero                   | Shawn Long (Delaware 87ers) (1/1)               | [ 17 ] |
| 9 al 15 de enero                  | Johnny O'Bryant (Northern Arizona Suns) (1/1)   | [ 18 ] |
| 16 al 23 de enero                 | Abdel Nader (Maine Red Claws) (1/1)             | [ 19 ] |
| 24 al 30 de enero                 | Vander Blue (Los Angeles D-Fenders) (2/2)       | [ 20 ] |
| 31 de enero al 6 de febrero       | Dakari Johnson (Oklahoma City Blue) (2/2)       | [ 21 ] |
| 7 al 13 de febrero                | Josh Magette (Los Angeles D-Fenders) (1/1)      | [ 22 ] |
| 1 al 6 de marzo                   | Kay Felder (Canton Charge) (1/1)                | [ 23 ] |
| 7 al 13 de marzo                  | Phil Pressey (Santa Cruz Warriors) (1/1)        | [ 24 ] |
| 14 al 20 de marzo                 | Pascal Siakam (Raptors 905) (1/1)               | [ 25 ] |
| 21 al 27 de marzo                 | Jabari Brown (Raptors 905) (1/1)                | [ 26 ] |

### Jugador del Mes
| Mes       | Jugador                                        | Ref.   |
| noviembre | Dakari Johnson (Oklahoma City Blue) (1/1)      | [ 27 ] |
| diciembre | Keith Benson (Sioux Falls Skyforce) (1/1)      | [ 28 ] |
| enero     | Briante Weber (Sioux Falls Skyforce) (1/1)     | [ 29 ] |
| febrero   | Darius Morris (Rio Grande Valley Vipers) (1/1) | [ 30 ] |